# دانشکده فنی و حرفه‌ای دکتر شریعتی (دانشگاه ملی مهارت)
عنوان‌ظاهری

دانشکدهٔ ملی مهارت دختران دکتر شریعتی با نام قبلی دانشکدهٔ فنی تربیت دبیر دختران تهران دانشکده‌ای در تهران است که زیر نظر دانشگاه ملی مهارت استان تهران، فعالیت می‌کند.

## پیشینه دانشکده شریعتی
دانشکده شریعتی پس از پیروزی انقلاب اسلامی ایران، در راستای خودکفایی و توسعهٔ آموزش‌های فنی و حرفه‌ای دختران تهران، تأسیس شد. این آموزشکده در رشته‌های انیمیشن، راه و ساختمان، معماری، طراحی ماشین، الکترونیک، علوم آزمایشگاهی، آمار، کامپیوتر، حسابداری و طراحی لباس و طراحی و دوخت و هتلداری و مرمت مکان های تاریخی حرفه و فن دانشجو پذیرفت.
در ۱۳۷۳ مراکز آموزش عالی فنی دختران تهران (دکتر شریعتی) با ۵۰۷ دانشجو در رشته‌های یادشده در منطقه خانی آباد نو با مساحتی حدود سی هکتار به مرحلهٔ بهره‌برداری رسید.
در سال ۱۳۷۷ عنوان دانشکده تربیت دبیر فنی دختران تهران «دکتر شریعتی» به تأیید شورای گسترش دانشگاه‌ها وسایر مسئولان در وزارت آموزش و پرورش رسید و در مرداد ۱۳۷۸ مرکز شماره ۲ (کیانشهر) به‌طور مستقل به نام آموزشکده فنی ولیعصر به ثبت رسید. بعدها نام آموزشکده فنی ولیعصر به دانشکده فنی ولیعصر تهران تغییر یافت.
هم اکنون دانشکده دکترشریعتی، با ۵۷۰۰ دانشجو و ۸۲۷ نفر کادر علمی و کارکنان اداری آموزشی (موظف و غیرموظف) فعالیت می‌نماید.

## رؤسای دانشکده از آغاز تاکنون
- طاهره شالچیان: دکترا – رئیس آموزشکده سمیه از سال ۱۳۶۱ تا ۱۳۶۹
- گیتی عذرا محرابی: لیسانس – رئیس دانشکده شریعتی از سال ۱۳۷۰ تا ۱۳۷۸
- شهین شاهچراغی: فوق لیسانس مدیریت آموزشی- رئیس دانشکده شریعتی ازسال ۱۳۷۸ الی ۱۳۸۳
- مرضیه گرد: فوق لیسانس مدیریت آموزشی - رئیس دانشکده شریعتی از سال ۱۳۸۳ تا سال ۱۳۸۹
- مهندس فرزانه علی جانی: فوق لیسانس مهندسی صنایع (مدیریت سیستم بهره‌وری) ازسال ۸۹ تا سال ۹۳
- فاطمه مهاجرانی: دکتری مدیریت استراتژی از سال ۹۳ تا سال ۹۶
- مرضیه گرد: فوق لیسانس مدیریت آموزشی - رئیس دانشکده شریعتی از سال ۹۶ تا ۱۴۰۱

- حجیه بسطامی: دکترای مهندسی مواد و متالورژی از دانشگاه تربیت مدرس و فوق دکتری از کشور بلژیک ( از سال ۱۴۰۱ تا کنون)[۲]

- نسیم زارعیان: رئیس دانشکده (از سال1403 تا کنون)

## نحوه پذیرش دانشجو در دانشکده شریعتی
دانشجویان از طریق سازمان سنجش آموزش کشور در بخش فنی و حرفه‌ای و سراسری در سه مقطع کاردانی، کارشناسی و کارشناسی ناپیوسته در دو نوبت روزانه و شبانه پذیرفته می‌شوند. پذیرش دانشجو در مقاطع کاردانی پیوسته و کارشناسی ناپیوسته از طریق آزمون سراسری مراکز فنی و حرفه‌ای و در مقطع کارشناسی پیوسته از طریق آزمون سراسری مراکز آموزش عالی صورت می‌گیرد.

## انستیتوها و رشته‌های مربوط به آن
دانشکده دارای ۶ به شرح زیر می‌باشد:
1. انستیتو هنر:

- ارتباط تصویری: کارشناسی پیوسته و کارشناسی ناپیوسته
- گرافیک: کاردانی
- هنرهای تجسمی: نقاشی – کاردانی
- گرافیک رایانه‌ای: کاردانی
- انیمیشن: کاردانی ۲. انستیتو معماری:
- معماری: کارشناسی پیوسته – کارشناسی ناپیوسته و کاردانی
- فتوگرافیک:گرایش عکاسی

۳. انستیتو طراحی پارچه و لباس:
- طراحی پارچه و لباس: کارشناسی پیوسته
- تکنولوژی طراحی و دوخت: کارشناسی ناپیوسته
- طراحی و دوخت: کاردانی

۴. انستیتو علوم اداری:
- حسابداری: کارشناسی پیوسته – کارشناسی ناپیوسته و کاردانی
- بهداشت مدارس: کاردانی
- امور اداری: کاردانی
- گل و گیاه زینتی: کاردانی

گیاهان معطر و دارویی: کاردانی
رشته هتلداری:کاردانی
۵.انستیتو فنی:
- کامپیوتر: کاردانی، کارشناسی پیوسته و ناپیوسته
- الکترونیک: کاردانی، کارشناسی پیوسته و ناپیوسته
- نقشه‌کشی طراحی صنعتی: کاردانی و کارشناسی ناپیوسته
- IcT: کاردانی

۶.انستیتو تربیت بدنی:
- تربیت بدنی: کاردانی
- علوم ورزشی:کارشناسی ناپیوسته
- مربیگری ورزش: کارشناسی ناپیوسته

۷. انستیتو عمومی و علوم پایه

## امکانات دانشکده
امکانات ورزشی: زمین چمن مصنوعی – سالن‌های ورزشی - استخر سرپوشیده – سونا – جکوزی
امکانات خوابگاهی: نمازخانه – سالن مطالعه – اینترنت – اتاق تلویزیون – وسایل ورزشی - کتابخانه
امکانات فرهنگی: نگارخانه – نمایشگاه – کانون‌های دانشجویی (متشکل از۷ کانون: نماز- فیلم و عکس- هلال احمر – هنری- مددکاری یا ایستگاه مهرو شعر و ادب)
امکانات رفاهی: رستوران - کافی شاپ – شرکت تعاونی مصرف – سالن سمعی بصری – ویدئو کلوپ – سالن ویژهٔ ویدئویی – پژوهش‌سرا